# Сараха
Сараха („Майстор на стрели“ или „Стрелец“) известен още Сарахапа или Сарахапада, живял през 8 век е един от 84-те махасидхи на Ваджраяна будизма и държател на махамудра. За него се споменава в много будистки текстове, включително в произведението на Абхаядата: „Лъвовете на Буда: живота на осемдесет и четиримата сидхи“. Сараха е наречен висшия сидха на новите тантри.
Животът на този тантричен майстор не се побира в рамките на общоприетите схващания. Точното време и продължителност на живота му не са еднозначно изяснени. В произведението „Лъвовете на Буда: животът на осемдесет и четирите сидхи“ се споменава град Роли в Раджни източна Индия, но това също не е безспорно. Някои автори твърдят, че Сараха е роден три века след паринирваната на Буда Шакямуни, докато други говорят за седем или девет века. Известно е, че баща му бил учен брамин в кралския двор и кралят пожелал да омъжи за Сараха единствената си дъщеря. Младият човек обаче отказал тази чест и станал монах.
В младостта си Сараха изучава Хинаяна, но след това срещнал четири девойки, които се оказали Дакини. Момичетата убедили Сараха да изпие четири чаши силно вино, след което той изпитал четири безгранични състояния на реализация: радост, висша радост, по-висша от всички радости и едновременно появяваща се радост. След това преминава обучение в знаменития университет Наланда. Известно време следвал монашеската дисциплина и тайно практикувал Тантра, иазлизаща от формалната дисциплина на Виная.
Сараха учи при Шри Кирти няколко години, докато по време на медитация разбира, че негов главен учител ще бъде жена. Сараха е родоначалник на нов цикъл в развитието на тантричните учения и затова животът му и събитията, свързани с много аспекти на обучението и духовната му приемственост, както и при други сидхи са забулени в тайнственост.
Почти нищо не се знае за жената-учител, която станала партньорка на Сараха. Знае се само, че била майсторка в стрелбата с лък и правенето на стрели. Била от ниска каста и Сараха я срещнал на пазара. В текстовете не се споменават името, учителите и традицията, към която тя принадлежи, вероятно както и самия Сараха към традицията Тетрей.
Някои традиции твърдят, че жената на Сараха била петнадесетгодишна, когато се срещат, но според други – значително по-възрастна. Те живеели без официален брак и това гневяло техните съграждани. В отговор Сараха изпява своята знаменита „Царска Песен“ (санскр. Дохакоша).
В резултат на реализацията на своята практика Сараха получава приемствеността на Махамудра от Бодхисатвата на десето ниво Ратнамати, който на свой ред бил я бил получил от Ади Буда.